# Базир Арслан-хан
Базир Арслан-хан (893 — 914) — каган карлуков (893—914). Сын Бильге Кюль Кадыр Арслан-хана и отец Сатук Богра-хана. Брат Огулчак Арслан-хана. Об его жизни и период правления мало известна. После отца он и его брат Огулчак Арслан хан продолжили борьбу против захвата саманидских эмиров. В ходе войны эти первые караханиды потеряли свою власть в карлукских столицах Тараз и Баласагун, но сумели удержаться в Кашгаре.